# Фицрой, Генри, 5-й герцог Графтон
Генри Фицрой (англ. Henry FitzRoy; 10 февраля 1790 — 26 марта 1863, Уэйкфилд Лодж, Нортгемптоншир, Великобритания) — британский аристократ и политик-виг, 5-й герцог Графтон, 5-й граф Юстон, 6-й граф Арлингтон, 5-й виконт Ипсуич, 6-й барон Арлингтон, 5-й барон Садбери с 1844 года (до 1811 года носил титул учтивости виконт Ипсуич, в 1811—1844 годах — граф Юстон). В 1818—1820, 1826—1831 и 1834—1841 годах заседал в Палате общин.

## Биография
Генри Фицрой родился 10 февраля 1790 года в Саутхилле (Бедфордшир) и стал старшим сыном Джорджа Фицроя, 4-го герцога Графтона, и Шарлотты Мэри Уолдгрейв. Он учился в школе Хэрроу и Тринити-колледже в Кембридже.
Фицрой заседал в Палате общин от Бери-Сент-Эдмундс (1818—1820, 1826—1831) и Тетфорда (1834—1841). 24 мая 1830 года он был назначен полковником милиции Западного Суффолка. В 1844 году Фицрой унаследовал титулы и владения отца и занял место в Палате лордов. Он умер в 1863 году, в возрасте семидесяти трех лет, в Уэйкфилд-Лодж, недалеко от Поттерспери (Нортгемптоншир).

## Семья
20 июня 1812 года в Лиссабоне Генри Фицрой женился на Мэри Кэролайн Беркли, дочери адмирала сэра Джорджа Кренфилда Беркли и Эмилии Шарлотты Леннокс. В этом браке родились пять детей:
- Мэри Элизабет Эмили (1817 — 22 августа 1887), жена Огастеса Фредерика Фиппса (1809—1896), сына 1-го графа Малгрейва[4];
- Мэри Луиза (18 апреля 1818 — 10 мая 1912), жена Эдварда Дуглас-Пеннанта, 1-го барона Пенрина[4];
- Уильям Генри (5 августа 1819 — 21 мая 1882), 6-й герцог Графтон[4];
- Огастес Чарльз Леннокс (22 июня 1821 — 4 декабря 1918), 7-й герцог Графтон[4];
- Фредерик Джон (4 апреля 1823 — февраль 1919)[4].